# Eliza Pickrell Routt
Eliza Pickrell Routt (1839-1907) fue una suffragette y política estadounidense, reconocida por haber sido la primera dama original del estado de Colorado.

## Biografía

### Primeros años
Eliza Franklin Pickrell nació en Springfield, Illinois en 1839, hija de Mary Ann Elkin y Benjamin Franklin Pickrell, ambos originarios de Kentucky. Quedó huérfana a principios de su infancia y luego vivió en la casa de su abuelo, el coronel William Franklin Elkins. Recibió una buena educación, que implicó estudios en el extranjero y viajes.
En 1874 se casó con el coronel John Long Routt, segundo asistente del director general de Correos. Se casaron en Decatur, Illinois y más tarde se trasladaron a Washington D. C.

### Carrera
El año siguiente a su matrimonio, Routt se trasladó a Colorado con su esposo, a quien el presidente Ulysses S. Grant había nombrado Gobernador Territorial de Colorado. En 1876, Colorado se convirtió en un estado y John Routt fue el primer gobernador del estado, convirtiendo a Eliza en la primera dama. En su posición, se involucró en la comunidad y las obras públicas. Ayudó a fundar un hogar de ancianas como miembro de la Sociedad de Ayuda a las Damas. En 1881 cofundó la Asociación de Hogares para Huérfanos de Denver.
La pareja vivió en Denver durante 16 años antes de 1891, cuando John Routt volvió a ser gobernador. En 1893 fue la primera mujer registrada para votar en Colorado, debido a sus esfuerzos por obtener el derecho al voto para las mujeres. Colorado fue el segundo estado, después de Wyoming, en conceder a las mujeres el derecho al voto. Fue elegida presidenta de la Liga de la Ciudad de Denver, una activa defensora del movimiento por el sufragio femenino.
Routt murió en 1907. En 2008 fue incluida en el Salón de la Fama de las mujeres de Colorado.